# Kingsglaive: Final Fantasy XV
Kingsglaive: Final Fantasy XV (キングスグレイブ ファイナルファンタジーXV?, Kingusugureibu: Fainaru Fantajī Fifutīn) è un film del 2016 diretto da Takeshi Nozue.
Pellicola in computer grafica prodotta da Square Enix e Visual Works uscita in Giappone nel luglio 2016 come parte del progetto legato alla pubblicazione di Final Fantasy XV, di cui costituisce un prequel. Dopo una breve e frammentata distribuzione nei cinema americani, a partire da ottobre il film è stato reso disponibile in Blu-ray Disc, DVD e in download su PlayStation Network. La produzione del film ha avuto inizio nel 2014, e ha avuto come responsabile di produzione lo stesso team che lavorò a Final Fantasy VII: Advent Children.

## Trama
Nel mondo immaginario di Eos, da molto tempo infuria la guerra tra il Regno di Lucis e l'Impero di Niflheim. Benché Lucis sia protetto dalla luce e dalla magia del Cristallo custodito nel palazzo reale di Insomnia, la superiorità tecnologica di Niflheim ha permesso all'impero di conquistare uno dopo l'altro tutti i territori nella sfera d'influenza del Paese nemico, costringendo Re Regis Lucis Caelum CXIII, depositario del potere generato dal Cristallo, ad erigere una barriera protettiva tutto attorno alla capitale, perché fungesse da ultimo baluardo contro l'avanzata nemica. Inoltre, per garantire alla città e a quello che rimane del Regno un minimo di protezione, Re Regis ha istituito anche una speciale unità di soldati-stregoni, gli Angoni del Re (Kingsglaive in inglese), cui è affidato il compito di tentare di raddrizzare le sorti di una guerra che, tuttavia, appare ormai segnata.
La storia inizia durante la difesa dell'ultima roccaforte che si pone tra Niflheim e Insomnia. Dopo che la fortezza viene spazzata via dai daemon al servizio dell'Impero, l'Angone Nyx Ulric durante la ritirata disobbedisce agli ordini per salvare il suo compagno Libertus e per questo una volta tornato alla capitale viene punito per la sua insubordinazione con l'assegnazione alla guardia di uno dei cancelli, un lavoro avvilente che lo mette faccia a faccia coi pregiudizi e l'intolleranza della popolazione di Insomnia verso i profughi provenienti dalle zone occupate.
Con questa ennesima sconfitta ormai tutto ciò che rimane di Lucis è la sola Insomnia, e a quel punto l'Impero di Niflheim, per bocca del suo cancelliere Ardyn Izunia, propone la firma di una tregua, che tuttavia appare agli occhi del re e dei suoi consiglieri come una vera e propria richiesta di sottomissione: infatti Niflheim, per porre fine alla guerra, esige la consegna di tutti i territori i Lucis ad eccezione di Insomnia e un deciso ridimensionamento del potere del re, oltre ad un matrimonio politico tra il principe Noctis di Lucis, figlio di Regis, e la principessa Lunafreya di Tenebrae, erede di un regno già sottomesso all'impero. La maggior parte dei consiglieri sono a dir poco offesi dalle richieste di Niflheim, ma il re, consapevole di non poter proteggere la sua città per sempre, decide infine di accettare l'armistizio, e su suo ordine il comandante degli Angoni Drautos ordina ad una delle sue maghe, Crowe, di prendere la principessa nel suo palazzo, una missione durante la quale tuttavia la donna viene misteriosamente uccisa.
La notizia della tregua, destinata ad essere firmata entro due giorni, viene accolta con favore dal popolo, ma tutt'altra reazione suscita in molti degli Angoni, che si sentono traditi a tal punto che alcuni di loro, a cominciare da Libertus, si uniscono alla resistenza armata contro Niflheim. Quando finalmente Lunafreya arriva a Insomnia Nyx viene incaricato della sua protezione, ma il giorno della firma dei trattati la principessa viene rapita dal misterioso Generale Glauca e portata a bordo di una piccola flotta di aeronavi imperiali appostate fuori città. La loro presenza viene tuttavia scoperta da Nyx, che viene inviato assieme agli altri Angoni a liberare Lunafreya; la missione ha successo, ma a quel punto molti dei Angoni, a cominciare dall'amico di Ulric Lazarus, si rivelano corrotti dall'Impero e si rivoltano contro Nyx, che tuttavia riesce a portare a termine il suo incarico salvando la principessa. Purtroppo, il tutto si rivela essere una gigantesca trappola ordita dall'imperatore Iedolas Aldercapt per sottomettere una volta per tutte Insomnia: il rapimento, in realtà, aveva il solo fine di allontanare dal re i suoi più forti difensori, senza i quali, al momento della firma del trattato, la città viene travolta dalle truppe di Niflheim, che con la distruzione della barriera e il furto del cristallo attaccano in massa conquistandola rapidamente.
Nyx e Lunafreya, rientrati in città, cercano di salvare almeno il re, ma Regis, privato oltretutto dei suoi poteri dal furto del cristallo, ordina invece al suo ultimo Angone di portare quanto prima la principessa da suo figlio Noctis, in quanto dal loro incontro dipendono il destino del mondo e le ultime speranze di Lucis. Il re, inoltre, affida a Lunafreya il suo anello, grazie al quale è possibile padroneggiare un enorme potere magico noto come l'Antica Barriera, perché lo porti a Noctis. I due quindi non hanno altra scelta che andarsene protetti da Regis, che dopo un violento scontro viene infine ucciso dal Generale Glauca per coprire loro la fuga.
Dopo essere fuggiti dal palazzo Nyx e Lunafreya ricevono un messaggio del comandante Drautos che offre loro il suo aiuto, ma giunti sul luogo dell'incontro i due trovano ad attenderli Lazarus, che prima ferisce gravemente Nyx con un colpo di pistola e quindi riesce ad impadronirsi dell'anello. Con un trucco la principessa lo convince ad indossarlo, facendolo quindi morire incenerito dopo che gli Spiriti di Lucis, disgustati dall'anima nera dell'Angone, lo hanno ritenuto indegno del loro potere. Poco dopo sul luogo dello scontro giunge anche Drautos, che viene però smascherato da Libertus (che ha lasciato la resistenza dopo averne compreso la volontà di appoggiare Niflheim in cambio di alcune concessioni ai profughi di Lucis) come il vero artefice della caduta della città in mano all'impero: il generale Glauca, infatti, è proprio lui.
Smascherato, Drautos tenta di uccidere Nyx e la principessa ma l'Angone, privato come tutti della sua magia a causa del furto del cristallo, decide di servirsi a sua volta dell'anello riuscendo, grazie anche allo spirito di re Regis, a ottenere l'aiuto degli Antichi Re di Lucis che dopo avergli concesso il loro potere scendono in campo a loro volta per combattere al suo fianco. Così, mentre gli Spiriti affrontano e distruggono sia le navi di Niflheim che i loro daemon da combattimento, Nyx si scontra duramente con Drautos riuscendo infine ad ucciderlo, ma poiché il prezzo per aver ottenuto l'aiuto degli spiriti era la sua stessa vita, subito dopo la battaglia l'Angone si dissolve. In seguito, Libertus - ora l'unico sopravvissuto del gruppo - scorta Lunafreya fuori città, ma la principessa gli intima di ritornare da solo al suo paese natale, nella speranza che lui e Nyx si possano riunire. Lunafreya parte così con l'anello per trovare Noctis.
Nella scena dopo i titoli di coda, Noctis e i suoi compagni sono in viaggio verso Altissia quando la loro auto si rompe, dando inizio agli eventi della loro avventura.